# Barteria dewevrei
Barteria dewevrei je biljka iz porodice Passifloraceae, roda Barteria.
Raste u Tanzaniji, Gabonu (Haut-Ogooue), Ugandi i DR Kongu.
Sinonimi su Barteria acuminata i Barteria stuhlmanii.